# 船夫之歌 (紐西蘭)
船夫之歌，是一首約1860至70年代發源於紐西蘭的謠曲。
2021年初，蘇格蘭歌手內森·埃文斯的翻唱版本在社交媒體網站TikTok上走紅；同時，該曲被許多人誤認為船夫號子。 有些人認為它成功的原因，在於這首歌將19世紀作為捕鯨者的年輕人的困境與COVID-19大流行中的困境聯繫起來。

## 註释
1. ↑  全称Soon May the Wellerman Come，或简称The Wellerman